# アウディ・V8
アウディ・V8 (Audi V8) は、ドイツの自動車メーカーであるアウディがかつて生産していた高級乗用車である。

## 概要
1988年、アウディのフラグシップとして登場。100/200（C3系）のプラットフォームを流用し、外装でもフロントガラス、フロントドア、トランクリッドなどのパーツはC3系と共用する。
エンジンは新設計のV型8気筒DOHC（フォーカム）エンジンを搭載し、3.6Lの排気量から250馬力を発生させた。駆動方式はこのクラス初となる四輪駆動である。トランスミッションはVWアウディグループ初の4速ATを採用し、前年デビューの80（B3系）と同じく誤操作防止のためにジグザグ状のスタッガード式ゲートを採用した。
なお、当車をベースにしたステーションワゴンも1台製造され、当時のフォルクスワーゲンの代表であったフェルディナント・ピエヒの妻の専用車として製造された。また、本国向けにはロングボディー仕様も存在した。
1990年にマイナーチェンジを行い、プラットフォームをアウディ・100（C4モデル）をベースとしたものに変更した。これに伴い全長、ホイールベースなどに若干変更が出るが、外観の変更はない。同時にロングホイールベース版を発売。
1992年に2度目のマイナーチェンジを行い、エンジンを4.2Lに拡大、最高出力は280馬力に向上した。
1994年、A8へモデルチェンジ。このモデルから現在に至る「A#」の新呼称が採用された。

### 日本仕様車
バブル絶頂期の1989年末にヤナセから発売。ラインナップは4速AT仕様のみである（本国では5速MTが標準）。また、右ハンドル仕様のV8自体は生産されていたものの、日本向けは左ハンドル仕様のみとされた。980万円という価格は出力的にやや格下のBMW・735iや、同じくヤナセが発売していたメルセデス・ベンツ・300SEと同等で、同クラスの輸入車には優位性を見出せる価格であった。
しかし、同時期に国内の2大メーカーが発表した高級車トヨタ・セルシオ、日産・インフィニティQ45はさらに低価格かつあらゆる部分でV8と同程度かそれ以上の性能を有したために、知名度・話題性は完全に両者に取られる形となった。
1991年にプラットフォーム変更のマイナーチェンジ、1992年にエンジン換装及びダブルエアバッグ装備のマイナーチェンジを施したが、同じ時期にメルセデスはSクラスのフルモデルチェンジを行い、BMWもV8エンジンを投入するなど攻勢を強めたため販売不振となり、1993年モデルを最後に販売を打ち切った。
- V8クワトロ（1989年-1991年）
V型8気筒 DOHCエンジン 3,562cc、250ps/5,800rpm、34.7kg·m/4,000rpm、4速AT
- V8クワトロ（1991年-1993年）
V型8気筒 DOHCエンジン 4,172cc、280ps/5,800rpm、40.7kg·m/4,000rpm、4速AT

## V8クワトロ DTM
V8クワトロ DTM（V8 Quattro DTM）は、アウディが1990年からドイツツーリングカー選手権（DTM)参戦するために開発したコンペティション・カーである。
1987年限りで世界ラリー選手権（WRC）を含むラリー活動から撤退したアウディはサーキットレースに矛先を転じ、アメリカで新たなモータースポーツ活動を開始した。1988年にはアメリカのTrans-Amシリーズに200クワトロで参戦しタイトルを獲得。翌1989年には90クワトロでIMSA GTOクラスに進出して活躍した。サーキットでも4WDマシンの優秀さを証明したアウディは1990年、DTMへの参戦を開始した。当時DTMで活躍していたBMWやメルセデス・ベンツは小型セダンでDTMを戦っておりアウディも90クワトロでの参戦を検討したが、シーズンの開幕までにホモロゲーションの取得に必要な12か月で5000台の生産をクリアすることが難しい状況であったため、高級車のV8をコンペティション仕様に仕立て上げて参戦することになった。また登録に500台の追加生産が必要なエボリューションモデルも製造されなかった。
1990年、アウディはシュミット・モトール・シュポルト(SMS)からハンス＝ヨアヒム・スタックの1台体制でDTMに臨んだ。アウディは参戦初年度をテスト期間と考えていたが、シーズン前半で第4戦 アヴス、第6戦 ヴンストルフで4勝をあげ、有力なコンテンダーであることを自ら証明した。その後ドイツ・ナショナル・モータースポーツ協会（ONS）がV8クワトロの最低重量を1220㎏から1300㎏に引き上げたことから成績が伸び悩んだが、最低重量が1250㎏に引き下げられた最終戦 ホッケンハイムにSMSはストック、ヴァルター・ロール、フランク・イェリンスキーの3台体制で挑み、連勝したストックが参戦1年目でドライバーズ・チャンピオンを獲得した。

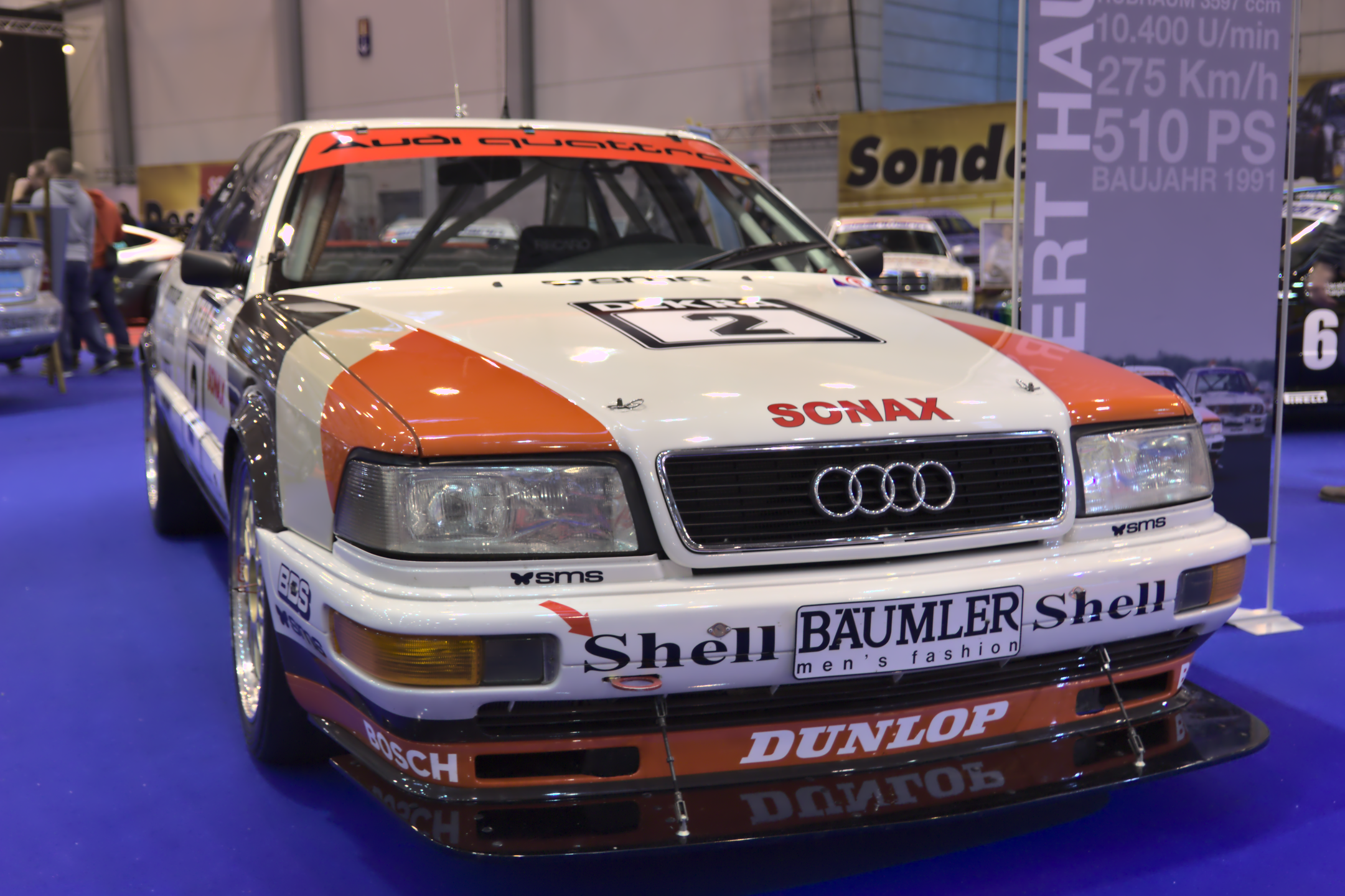
V8クワトロ DTM（1991年仕様）

1991年はSMSに加えてアウディ・ツェントラム・ロイトリンゲン（AZR)から4台をエントリーさせた。1991年仕様のV8クワトロはフロントとリヤにスポイラーを装備し、エンジン出力も42馬力向上し442馬力を発生したが、最低重量は前年の活躍の結果BMWとメルセデスより300㎏以上重い1290㎏に設定された。この最低重量の影響でシーズン序盤アウディの成績は振るわなかったが、第5戦 ヴンストルフからV8クワトロの最低重量が1250㎏に軽減されて以降アウディは競争力を取り戻した。その結果、最終戦 ホッケンハイムでAZRのフランク・ビエラがメルセデスのクラウス・ルートヴィッヒを逆転しドライバーズ・タイトルを獲得。ビエラと同じくシーズン4勝をあげたスタックもドライバーズ・ランキングで3位のリザルトを残した。

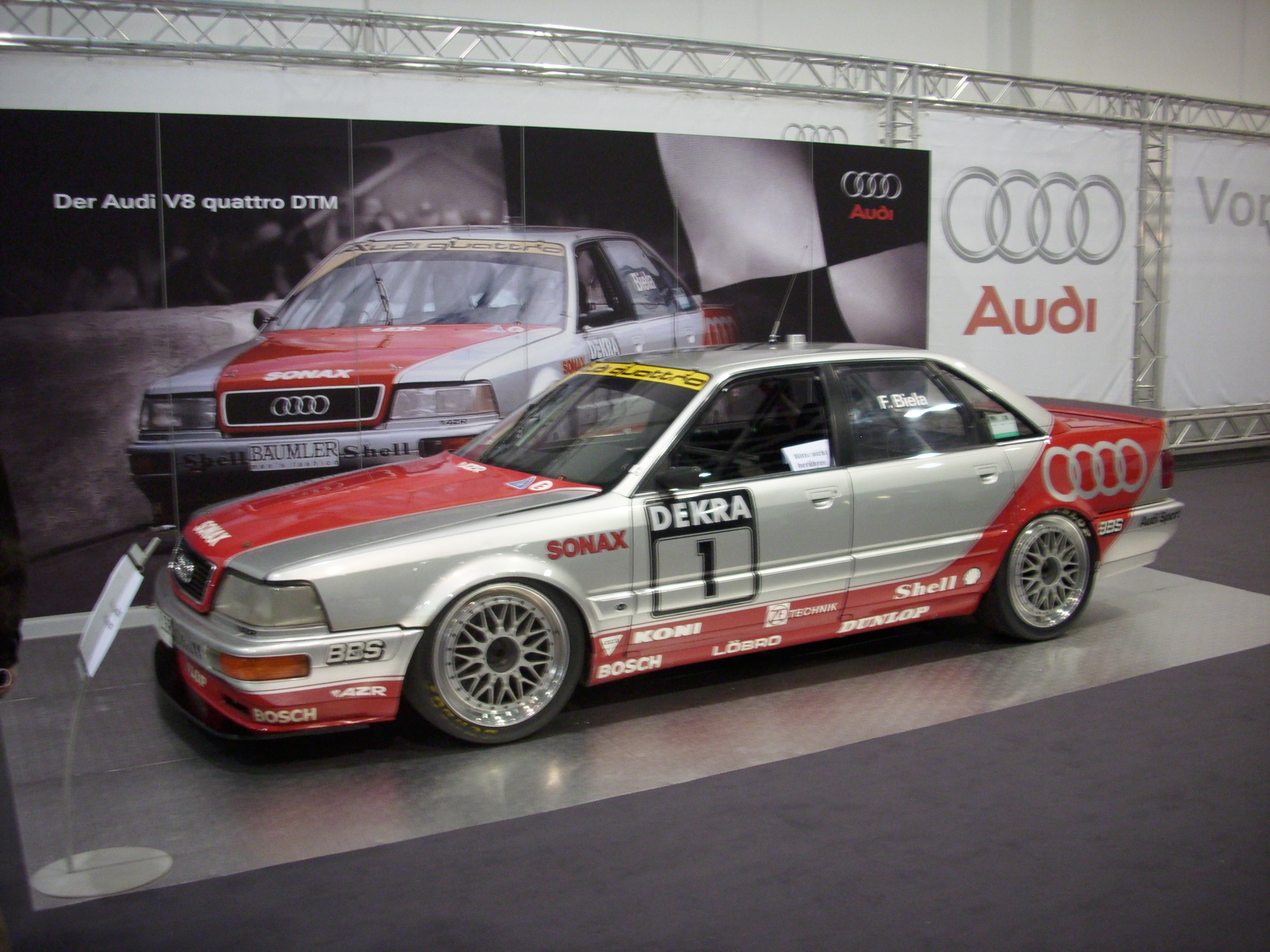
V8クワトロ DTM（1992年仕様）

1992年はチーム、ドライバーとも前年と変わらず2チーム4台エントリーの体制で3年目のシーズンに臨んだ。最低重量は2年連続でタイトルを獲得した結果1300㎏とされた。1992年シーズン序盤、アウディの成績は低迷し第2戦 ニュルブルクリンクヒート1でビエラがあげた1勝のみにとどまった。その後、6月23日にONSのクランクシャフトのレギュレーション違反の指摘に反発したアウディは、第6戦 ニュルブルクリンクを最後にDTMから撤退した。